# O Bestiário ou Cortejo de Orfeu
O Bestiário ou Cortejo de Orfeu (portugiesisch für: Das Bestiarium oder Gefolge des Orpheus) ist ein grotesker Kurzfilm des portugiesischen Regisseurs João César Monteiro aus dem Jahr 1995.
Der Titel zitiert die Gedichtsammlung Le Bestiaire ou Cortège d'Orphée von Guillaume Apollinaire aus dem Jahr 1911, zu der das Poem La mouche gehört. Bestiário bezeichnet im Portugiesischen auch einen Tierkämpfer.

## Handlung
Ein reifer Mann steht in der Küche und bereitet eine Mahlzeit aus gebratenem Fisch mit Reis. Die junge Rosinha kommt dazu und setzt sich an den gedeckten Küchentisch. Der Mann füllt beide Teller mit der fertigen Mahlzeit und setzt sich zu ihr.
Während die beiden nun essen, verbiegt sich die Gabel des Mannes, der sie ungehalten ganz verbiegt und wegwirft. Dann fliegt eine Fliege über den Küchentisch. Der Mann fängt sie, wäscht sie in seinem Weißweinglas und isst sie, was Rosinha belustigt.
Zum Ende wird das Gedicht La Mouche (französisch für: Die Fliege) von Guillaume Apollinaire eingeblendet.

## Produktion und Rezeption
Bei den Dreharbeiten zu Die göttliche Komödie 1994 merkte Produzent Joaquim Pinto nach zwei Wochen der Diskussionen, dass die in Scope gedrehten bisherigen Aufnahmen nicht den Erwartungen des Regisseurs entsprechen werden und brach die Arbeiten ab, um später ganz neu zu beginnen. Aus diesen ersten, nicht anderweitig genutzten Aufnahmen schnitt der Regisseur dann drei Kurzfilme, darunter O Bestiário ou Cortejo de Orfeu (die anderen waren Passeio com Johnny Guitar und Lettera Amorosa).
O Bestiário ou Cortejo de Orfeu wurde im Oktober 1995 beim Filmfestival Rencontres Cinématographiques de Dunkerque uraufgeführt. In Portugal wurde er erstmals am 18. Januar 1996 im Lissabonner Kino Monumental gezeigt. Er erschien 2003 als DVD, im Bonusmaterial zum Film Die göttliche Komödie bei Lusomundo in Portugal, der einzeln und als Teil einer Monteiro-Werkschau DVD-Box in Zusammenarbeit mit der Cinemateca Portuguesa veröffentlicht wurde.